# Kaqusha Jashari
Kaqusha Jashari, född Fejzullahu den 16 augusti 1946 i Skënderaj i Kosovo i dåvarande Jugoslavien, död 6 maj 2025 i Pristina, Kosovo, var en kosovansk (kosovoalbansk) politiker.
Kaqusha Jashari studerade byggnadsingenjörskonst och undervisade vid sekundärskola. Hon blev aktiv inom det jugoslaviska kommunistpartiet och var Kosovos primärminister från 1987 till 1989. Hon var också ledare för den kosovanska kommunistkommittén men ersattes av den från exil återvändande Azem Vllasi. 1991 blev hon medlem i Kosovos socialdemokratiska parti (PSDK) och blev dess partiledare. Hon var även ordförande i styrelsen för Kosovos vägnät. Som partiledare för PSDK ersattes hon av Agim Çeku och hon var senare ordförande i partiets feministiska organisation.